# Fuck for Forest

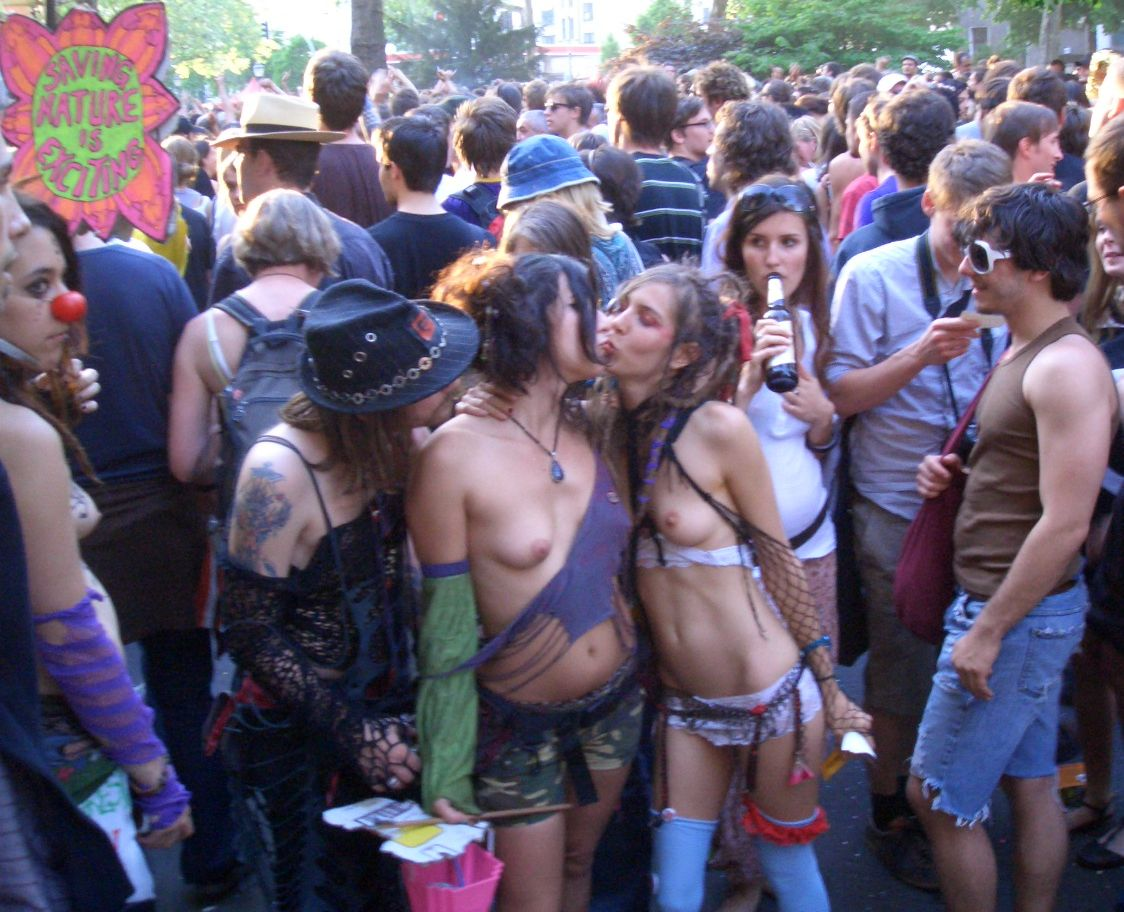
Aktywiści FFF na Karnawale Kultur w Berlinie, 2008

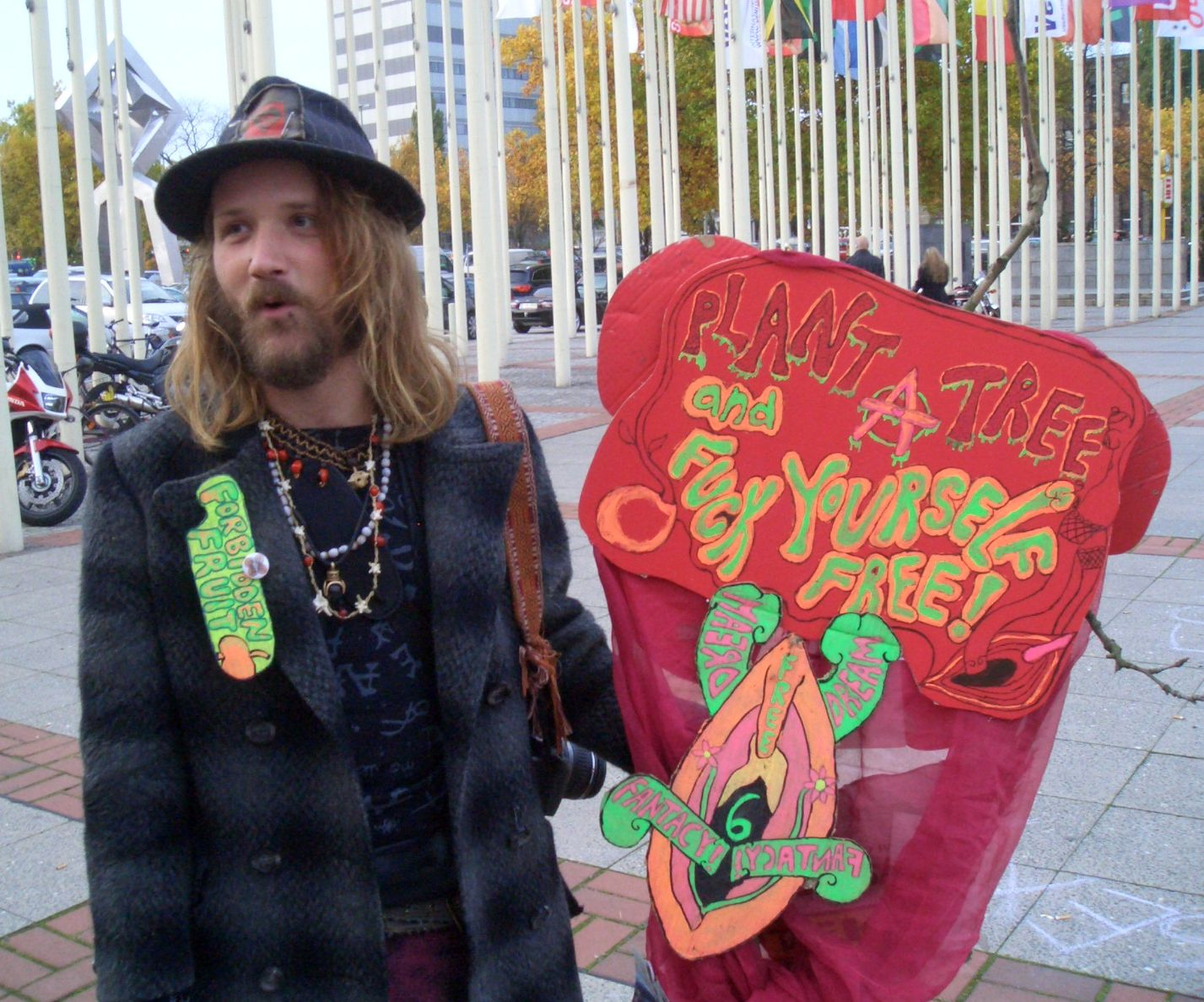
Założyciel Fuck for Forest, Tommy Hol Ellingsen

Fuck for Forest (FfF) – organizacja ekologiczna założona w Norwegii w 2004 przez Leone Johansson i Tommy'ego Hom Ellingsena. Organizacja zbiera fundusze poprzez stronę internetową, na której odpłatnie oferowane są treści pornograficzne o tematyce związanej z ochroną środowiska. Zebrane fundusze są rozprowadzane do innych organizacji ekologicznych. Siedzibą FfF jest Berlin.
W 2005 r. FFF otrzymało dofinansowanie od rządu Norwegii. Stowarzyszenie finansuje projekty związane z ochroną lasów deszczowych.
Pod koniec 2012 r. ukazał się pełnometrażowy dokumentalny film reżyserii Michała Marczaka o tytule Fuck For Forest. Film zdobył główną nagrodę w kategorii film dokumentalny podczas 29. Warszawskiego Festiwalu Filmowego. Polsko-niemiecka koprodukcja odsłania prywatne życie członków organizacji podczas prowadzenia działalności w Europie oraz podróży w głąb Amazonii.